# Isonychus squamulosus
Isonychus squamulosus är en skalbaggsart som beskrevs av Frey 1970. Isonychus squamulosus ingår i släktet Isonychus och familjen Melolonthidae. Inga underarter finns listade i Catalogue of Life.